# Eleições legislativas na Áustria em 1979
As eleições legislativas austríacas de 1979 foram realizadas a 6 de Maio. Os resultados deram a terceira maioria absoluta consecutiva ao Partido Socialista da Áustria, facto que, permitiu a Bruno Kreisky continuar como chanceler .

## Resultados Oficiais
| Partido                     | Partido                          | Votos     | %               | +/-   | Deputados | +/-     |
| --------------------------- | -------------------------------- | --------- | --------------- | ----- | --------- | ------- |
|                             | Partido Socialista               | 2 413 226 | 51,03 / 100,00  | 0,61  | 95 / 183  | 2       |
|                             | Partido Popular                  | 1 981 739 | 41,90 / 100,00  | 1,04  | 77 / 183  | 3       |
|                             | Partido da Liberdade             | 286 743   | 6,06 / 100,00   | 0,65  | 11 / 183  | 1       |
| Barreira Eleitoral de 4,00% |                                  |           |                 |       |           |         |
|                             | Partido Comunista                | 45 280    | 0,96 / 100,00   | 0,23  | 0 / 183   | Estável |
|                             | Grupo Social Trabalhista Cristão | 2 263     | 0,05 / 100,00   | Novo  | 0 / 183   | Novo    |
| Votos inválidos             | Votos inválidos                  | 54 922    | 1,15 / 100,00   | 0,09  |           |         |
| Total                       | Total                            | 4 784 173 | 100,00 / 100,00 |       | 183 / 183 |         |
| Eleitorado/Participação     | Eleitorado/Participação          | 5 186 735 | 92,24 / 100,00  | 0,66  |           |         |
| Fonte                       | Fonte                            | [ 2 ]     | [ 2 ]           | [ 2 ] | [ 2 ]     | [ 2 ]   |